# Hideki Katsura
Hideki Katsura (桂 秀樹?, Katsura Hideki; Prefettura di Tokushima, 6 marzo 1970) è un ex calciatore giapponese, di ruolo centrocampista.